# بافتان (سراب)
بافتان هي قرية في مقاطعة سراب، إيران. عدد سكان هذه القرية هو 645 في سنة 2006.